# 莸
莸为马鞭草科叉枝蕕屬下的唯一一种，分布在日本、韩国、中国甘肃、河南、湖北、江西、陕西、山西、四川等地。

## 延伸阅读
[在维基数据编辑]
 《欽定古今圖書集成·博物彙編·草木典·蕕部》，出自陈梦雷《古今圖書集成》
- 維基物種上的相關：莸

1. ↑  Kew World Checklist of Selected Plant Families
2. ↑  .   [2024-02-19]. （原始内容存档于2024-01-13）.